# Ripersia leptospermi
Ripersia leptospermi är en insektsart som beskrevs av William Miles Maskell 1889. Ripersia leptospermi ingår i släktet Ripersia och familjen filtsköldlöss. Inga underarter finns listade i Catalogue of Life.